# Ciutat de la Llum

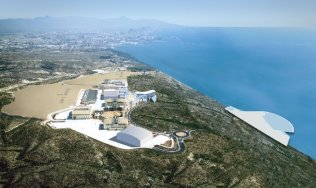
El complex de la Ciutat de la Llum

La Ciutat de la Llum i la Ciutat del Cinema (oficialment «Ciudad de la Luz») és un complex audiovisual d'oci que es troba a Alacant (País Valencià), concretament ubicat al paratge de la serra dels Colmenars, dedicat al món cinematogràfic. Els visitants tenen possibilitat de conéixer les seues activitats amb un recorregut.

## Descripció

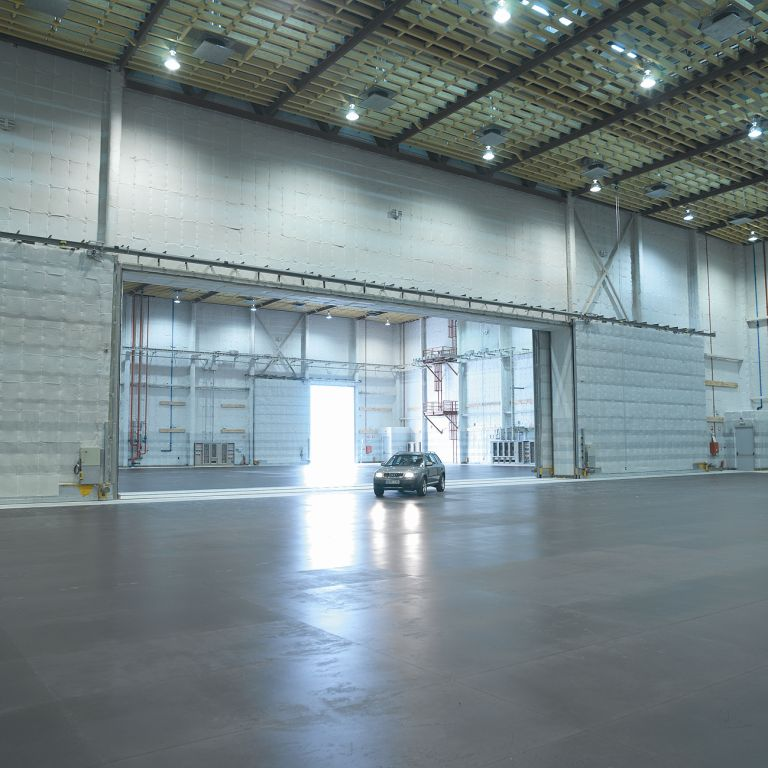
Un dels platós, prop de 2300 m²

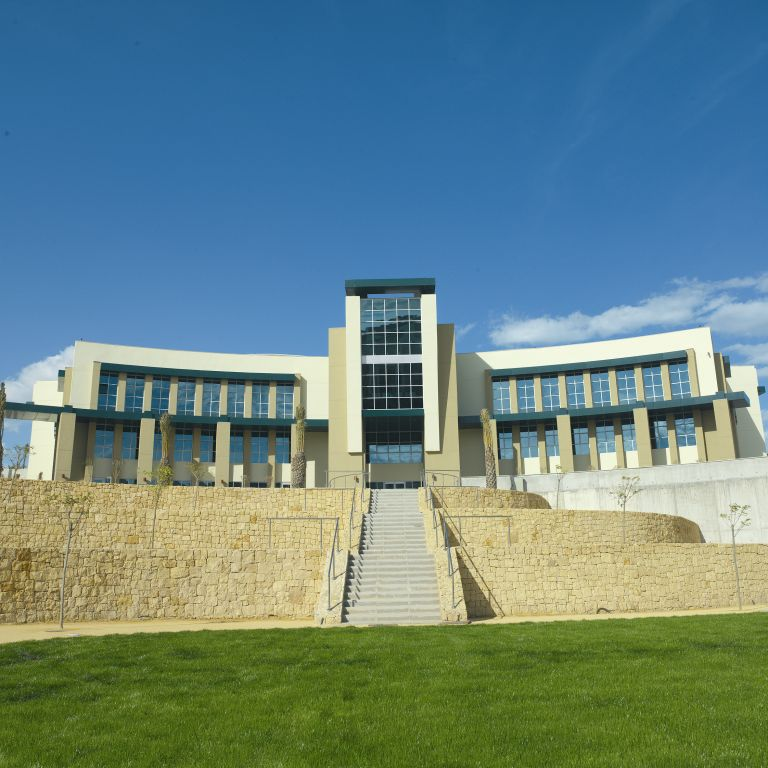
Oficines

Es tracta d'un complex de 300.000 metres quadrats, amb diversos platós, un fossat de agua de 8.000 metres cúbics, magatzems i tallers de construcció de decorats; zones de rodatge en exteriors, camerinos, sales de maquillatge, perruqueria i oficines, i els serveis de suport a la producció, que treballava en la creació d'un teixit industrial a Alacant que faça de suport a totes les necessitats específiques del món de la producció audiovisual, i que impulsa per mitjà del seu Centre d'Estudis Cinematogràfics.
La societat Ciutat de la Llum, SAU es va constituir el 2 de novembre de 2003 per a promoure-lo, amb capital públic, i és dependent de la Generalitat Valenciana.

## Ús
En octubre de 2005, Manuel Iborra inaugurà els estudis amb la pel·lícula La dama boba, i el van succeir rodatges com Lo que sé de Lola de Javier Rebollo, Teresa: el cuerpo de Cristo, de Ray Loriga, Manolete, de Menno Meyjes, Minor de Jean Jacques Annaud o Astèrix als Jocs Olímpics, el tercer lliurament de la saga, o The Impossible de Juan Antonio Bayona.

## Problemes en la gestió econòmica
Després de 4 anys d'investigació a un expedient obert per part de la Comissaria de la Competència de la Unió Europea, en maig de 2012 la Comissió Europea dictamina que la Ciutat de la Llum ha de retornar les subvencions públiques de 265 milions d'euros que va rebre del Consell valencià, a través de la Societat Projectes Temàtics de la Comunitat Valenciana (SPTCV).
En resposta a preguntes parlamentàries al Comissari Europeu de la Competència sobre les negociacions entre Espanya i la Comissió Europea per a resoldre aquest contenciós, aquest ha manifestat que la proposta espanyola ha estat la privatització del complex i que estaven tractant-se els aspectes tècnics del procés de licitació.

## Tancament i venda
Pràcticament sense activitat des de 2011, foren tancats per ordre de la Unió Europea per competència deslleial en octubre de 2012. El 10 d'abril de 2014, el president de la Generalitat Valenciana, Alberto Fabra, anuncia que estan ultimant-se els tràmits per a la venda de la Ciutat de la Llum, que es farà per lots i al major preu possible.